# Jay Harrington
James H. Harrington III, conocido profesionalmente como Jay Harrington, es un actor estadounidense, reconocido por su papel protagonista en la serie de televisión Better Off Ted y S.W.A.T.

## Carrera
Harrington interpretó al doctor Simon O'Keefe en la serie dramática Summerland, al agente Paul Ryan en The Inside y a Steve en Coupling. Además interpretó un papel recurrente en la serie policíaca The Division. Otros de sus créditos en televisión incluyen A.U.S.A., The Shield, Time of Your Life, Private Practice y Burn Notice.
En 2006 empezó a interpretar al doctor Ron McCready en la serie dramática Desperate Housewives y a Ted Crisp en la comedia Better Off Ted entre 2009 y 2010. Ha aparecido en las películas American Reunion, Whatever It Takes, Anywhere but Here, Catalina Trust, A Little Inside y Partner(s).
Es Deacon en la serie S.W.A.T.

## Filmografía

### Cine
| Año  | Título             | Rol            | Notas |
| ---- | ------------------ | -------------- | ----- |
| 1998 | Pacific Blue       | Mitch          |       |
| 1998 | The Pretender      | Det. Maxwell   |       |
| 1999 | Nash Bridges       | Scott          |       |
| 1999 | Anywhere But Here  | Waiter         |       |
| 1999 | A Little Inside    | Ryan McGillian |       |
| 2000 | Octopus            | Roy Turner     |       |
| 2011 | A Monster in Paris | Emile          |       |
| 2012 | American Reunion   | Dr. Ron        |       |
| 2015 | Turkey Hollow      | Ron Emmerson   |       |

### Televisión
| Año          | Título               | Rol                | Notas        |
| ------------ | -------------------- | ------------------ | ------------ |
| 1998         | Pacific Blue         | Mitch              |              |
| 2003         | Coupling             | Steve Taylor       | 11 episodios |
| 2004         | Las Vegas            | Cole Helmsley      | 1 episodio   |
| 2005–2006    | Desperate Housewives | Dr. Ron            | 7 episodios  |
| 2009–2010    | Better Off Ted       | Ted                | 26 episodios |
| 2017         | Suits                | Mark Meadows       | Recurrente   |
| 2017–present | S.W.A.T.             | David "Deacon" Kay | Principal    |